# Ahmed al-Asaad

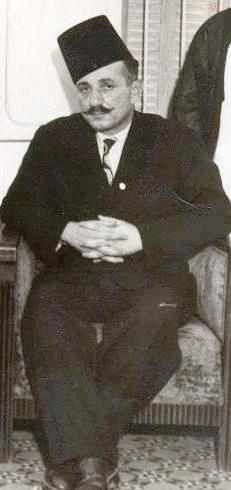
Ahmad al-Asaad

Ahmad al-Asaad hoặc Ahmad al-As'ad (tiếng Ả Rập: أحمد الأسعد) (mất 1961) là chủ tịch của Nghị viện Liban từ ngày 5 tháng 6 năm 1951 đến 30 tháng 5 năm 1953. Ông vẫn còn sống tại thời điểm cuộc nội chiến năm 1958. Con trai ông, Kamel Asaad, sau này là chủ tịch của nghị viện ba nhiệm kỳ.